# Conospermum filifolium
Conospermum filifolium (лат.) — кустарник, вид рода Коноспермум (Conospermum) семейства Протейные (Proteaceae), эндемик Западной Австралии. Цветёт с июля по декабрь бело-голубыми цветками.

## Ботаническое описание
Conospermum filifolium — кустарник до 80 см высотой. Листья нитевидные, обычно более или менее сигмовидные, 2-8,5 см длиной, 0,3-0,7 мм шириной, восходящие, гладкие, к основанию реснитчатые; верхушка заканчивается небольшим острым кончиком. Соцветие — узкая колючая метёлка; прицветники яйцевидные, 2-4 мм длиной, 0,7-1,8 мм шириной, голубые, по бокам и у основания ворсинчатые, с острой вершиной. Околоцветник белый, иногда голубой, пушистый; трубка длиной 2,5-7 мм; верхняя губа голубая, яйцевидная, 2-3,2 мм длиной, 0,7-1,8 мм шириной, у основания пушистая, с острой вершиной; нижняя губа объединена на 1,5-2,5 мм, опушённая. Плоды этого вида не описаны. Цветёт с июля по декабрь бело-голубыми цветками.
Описано два подвида:
- Conospermum filifolium filifolium[3]: околоцветник с опушённой верхней губой.
- Conospermum filifolium australe E.M.Benn. (1995)[4]: околоцветник с гладкой верхней губой.

## Таксономия
Вид был официально описан в 1845 году швейцарским ботаником Карлом Фридрихом Мейсснером на основе образца, собранного у реки Суон Джеймсом Драммондом.

## Распространение и местообитание
C. filifolium — эндемик Западной Австралии. Встречается на песчаных равнинах в южных регионах Уитбелт, Большой Южный и Голдфилдс-Эсперанс в Западной Австралии от Перта на юг до Равенсторпа. Растёт на песчаных или глинистых почвах, часто поверх латерита.